# Рамиз Мерко
Рамиз Мерко (на албански: Ramiz Merko; на македонска литературна норма: Рамиз Мерко) е политик от албански произход, министър без ресор, отговарящ за чуждестранните инвестиции на Северна Македония от 1 юни 2017 г.

## Биография
Роден е на 12 април 1957 година в Струга. Завършва основно и средно образование в родния си град. През 1980 година завършва висшето си образование. Започва работа като ръководител на производството в земеделски комбинат. В периода 1983 – 1990 година е старши служител в Агенцията за развитие на земеделието. Член е на Демократичния съюз за интеграция. Между 2005 и 2013 г. е кмет на Струга. От 2014 до 2016 година е народен представител в Събранието на Република Македония. От 1 юни 2017 година е министър без ресор в правителството на Зоран Заев. Освен това е председател на ДСИ в Струга. По времето когато е преподавател в Международния университет в Струга, държавният просветен инспекторат установява, че Мерко работи с невалидна диплома за доктор, но не е заведено дело.